# Traité de Paris (1635)
Pour les articles homonymes, voir Traité de Paris.

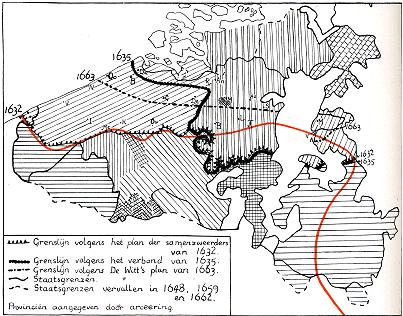
En trait plein noir, le partage convenu lors du traité de Paris.

Le traité de Paris est signé le 8 février 1635 entre les Provinces-Unies et le Royaume de France. Dans le contexte de la guerre de Quatre-Vingts Ans, les deux pays s'allient contre l'Empire espagnol et conviennent de se partager les Pays-Bas espagnols. La France doit recevoir Cambrai et le Cambrésis, le Luxembourg, les comtés de Namur et du Hainaut, l'Artois et la Flandre au sud de la ligne Blankenberghe-Rupelmonde. Les Provinces-Unies devaient occuper tout le reste,.